# Кимура, Такуя (бейсболист)
Такуя Кимура (яп. 木村 拓也 Такуя Кимура, 15 апреля 1972, Миядзаки — 7 апреля 2010, Хиросима) — японский профессиональный бейсболист, бронзовый призёр летних Олимпийских игр 2004 года.

## Биография
Начал свою карьеру в «Ниппон-Хам Файтерс», выступал на всех позициях, кроме питчера. В 2004 году в составе национальной сборной выиграл бронзовые медали на Олимпийских играх в Афинах. Победитель чемпионата Японии-2009 в составе «Ёмиури Джайантс». В 2010 году завершил карьеру игрока и был назначен тренером «Ёмиури Джайантс». Скончался от субарахноидального кровоизлияния, не дожив около недели до своего 38-летия.